# ドラ魂ポーン!!!
『ドラ魂ポーン!!!』（ドラだまポーン）は、CBCラジオで毎週土曜日に放送していたラジオ番組。2014年4月5日放送開始。2016年9月24日放送終了。次番組は「平野裕加里とボビーのラジオでGo!Go!Go!!」。

## 概要
中日ドラゴンズファンのお笑い芸人酒井直斗が、土曜日の中日ドラゴンズにまつわる情報を放送している番組。デーゲーム中継後はスカッとしたい、モヤモヤをぶつけたい内容で、ナイター中継前は最新情報と期待感やワクワク感、さらに2000年代前半のヒット曲などを届けている。別名、『第三のドラ魂』。

## パーソナリティー
- 酒井直斗

## 放送時間
プロ野球シーズン中に放送。
- 2014年度版（2014年4月5日～2014年9月20日）
  - 毎週土曜 17:00～19:00（デーゲーム中継（CBCドラゴンズサタデー）が終了後、『中野浩一のフリートーク』放送後、短縮・休止となる場合がある。ナイター中継の場合は17:53までの放送。ちなみに毎月最終土曜日は『歌武蔵の月刊らじちゃんこ』を放送のため、放送休止となる。）
- 2015年度版（2015年7月4日～2015年9月26日）（2015年4月4日～2015年6月29日までは、17:00～19:30の放送）
  - 毎週土曜 17:00～20:00（デーゲーム中継（CBCドラゴンズサタデー）が終了後、『中野浩一のフリートーク』放送後、短縮・休止となる場合がある。ナイター中継の場合は17:53までの放送。ちなみに2015年5月9日、7月25日、8月22日は『歌武蔵の番外らじちゃんこ』を放送のため、放送休止となる。）
- 2016年度版（2016年4月9日～2016年9月24日）
  - 毎週土曜 17:00～20:00（デーゲーム中継（CBCドラゴンズサタデー）が終了後、『中野浩一のフリートーク』放送後、短縮・休止となる場合がある。ナイター中継の場合は17:53までの放送。ちなみに2016年4月2日、6月25日、7月9日は『歌武蔵の番外らじちゃんこ』を放送のため、放送休止となる。）

## コーナー紹介
2014年度版
- 直前直後のドラゴンズの試合の話
- ナゴ球便り（2軍戦の話）
- ゲストポーン（ゲストコーナー）
- ウィークエンドネットワーク（TBSラジオ制作の全国ニュース）

2015年度版
- 直前直後のドラゴンズの試合の話
- ナゴ球便り（2軍戦の話）
- ゲストポーン（ゲストコーナー）
- 今週のポーン!JINGLE
- プロジェクトポーン～ロードトゥ夏まつり～
- ウィークエンドネットワーク

2016年度版
- 直前直後のドラゴンズの試合の話
- ナゴ球便り（2軍戦の話）
- ゲストポーン（ゲストコーナー）
- 今週のポーン!JINGLE
- ウィークエンドネットワーク